# بوبو (فريزي)
بوبو  (توفى عام 734)، كان  دوق (dux) الفريزيين (هولندا) وثني في أوائل القرن الثامن. وهو أول حاكم يعرف اسمه بعد رادبود (ملك الفريزيين) (توفى 719). ولم يعترف بسيادة الفرنجة، وأراضيه ربما شملت شمال أراضي رادبود الفريزية. تمت هزيمته في حرب قصيرة على يد قوات شارل مارتيل، دوقة الفرنجة، فيما يسمى معركة بورن. المؤرخون الفرنجة، مثل تأريخ فريدغر، Vita Willibroridi ألكوين وAnnales Mettenses priores، يصورون بوبو كثائر والغزو الفرنكي بأنهمجرد حرب.